# Pyura squamulosa
Pyura squamulosa är en sjöpungsart som först beskrevs av Joshua Alder 1863.  Pyura squamulosa ingår i släktet Pyura och familjen lädermantlade sjöpungar. Arten har ej påträffats i Sverige. Inga underarter finns listade i Catalogue of Life.